# اعتماد هواداران منچستر یونایتد

لوگوی این گروه

اعتماد هواداران منچستر یونایتد بزرگترین گروه رسمی هواداری منچستر یونایتد است.گفته می‌شود این گروه بیش از ۱۵۰٫۰۰۰ عضو دارد.

## منبع
مشارکت‌کنندگان ویکی‌پدیا. «Manchester United Supporters' Trust». در دانشنامهٔ ویکی‌پدیای انگلیسی، بازبینی‌شده در ۷ مه ۲۰۱۱.